# Polar Medal

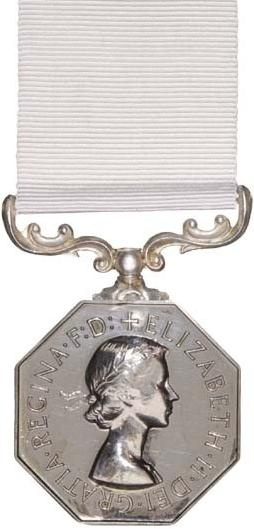
Polar Medal

A Polar Medal (magyarul kb. Sarki érdemérem) brit kitüntetés, amit a mindenkori brit uralkodó adományoz. 1857-ben alapították, akkor még Arctic Medal néven, 1904-ben keresztelték át mai nevére.
A kitüntetést kétszer adományozták oda a 19. században. Első kitüntetettek voltak mindazok, akik részt vettek a sarkok felfedezésében és kutatásában 1818 és 1855 között. A második kitüntetettek azok voltak, akik 3 hajóval indultak az Északi-sark felfedezésére 1875-76-ban.
1904-ben a medált Robert Falcon Scott és első antarktiszi expedíciójának legénysége kapta. Ernest Shackleton két expedíciójának a tagjai is megkapták a kitüntetést, előbb a Nimród-expedíció tagjai 1907-09-ben, majd a birodalmi transzantarktiszi expedíció résztvevői 1914-16-ban.
Egészen 1968-ig a kitüntetést megkaphatta bárki, aki részt vett bármilyen, a brit kormányzat által jóváhagyott sarki expedícióban. Azóta a kitüntetést csak olyanok kaphatják meg, akik a puszta részvétel mellett valamilyen személyes, egyéni teljesítményt is fel tudnak mutatni. Ebbe beletartozik legalább 10 éves északi-sarki vagy antarktiszi szolgálati idő is.
Megalapítása óta 880 ezüst és 245 bronz medált adtak át antarktiszi expedíciók tagjainak, míg északi-sarki szolgálatért 73 ezüst medált adományoztak. Néhányan többször is megkapták a kitüntetést, a rekordot, 4 medállal Ernest Shackleton és Frank Wild tartja.
Az ausztrál kormány 1987 óta nem a Polar Medalt, hanem saját kitüntetést adományoz Ausztrál Antarktiszi Medál néven. 1996-ban Új-Zéland felülvizsgálta kitüntetéseinek rendszerét, és úgy döntöttek, hogy szintén új kitüntetést alapítanak Új-Zélandi Antarktiszi Medál néven, amit 2006-ban vezettek be.

## Fordítás
Ez a szócikk részben vagy egészben  a   Polar Medal című angol Wikipédia-szócikk ezen változatának fordításán alapul.  Az eredeti cikk szerkesztőit annak laptörténete sorolja fel. Ez a jelzés csupán a megfogalmazás eredetét és a szerzői jogokat jelzi, nem szolgál a cikkben szereplő információk forrásmegjelöléseként.